# Georg Fluckinger
Georg Fluckinger (* 1. März 1955 in Wien) ist ein ehemaliger österreichischer Rennrodler.
Fluckinger trat sowohl im Ein- als auch im Doppelsitzer an. Bei seinen ersten Olympischen Winterspielen 1980 in Lake Placid konnte er mit seinem Partner Karl Schrott direkt die Bronzemedaille gewinnen. Im Einzsitzer beendete er die Weltcupsaison 1979/80 ebenfalls auf Rang drei. Im Doppelsitzer gewann er 1981/82 den Gesamtweltcup. 1984 trat Fluckinger bei den Olympischen Winterspielen in Sarajevo im Ein- und Doppelsitzer an. Im Einzel erreichte er Rang 15, mit Franz Wilhelmer wurde er Vierter. Seine dritten und letzten Olympischen Winterspiele erlebte Fluckinger 1988 in Calgary. Dort erreicht er mit Robert Manzenreiter den fünften Platz. Insgesamt erreichte er in Weltcuprennen 18 Mal das Podium, davon drei Siege (alle im Doppelsitzer), acht zweite Plätze sowie sieben dritte.

## Erfolge

### Weltcupsiege
Doppelsitzer
| Nr. | Datum         | Ort            | Bahn                  |
| --- | ------------- | -------------- | --------------------- |
| 1.  | 21. Jan. 1979 | Imst           | Rodelbahn Imst        |
| 2.  | 8. Dez. 1981  | Innsbruck-Igls | Olympia Eiskanal Igls |
| 3.  | 13. Jan. 1985 | Imst           | Rodelbahn Imst        |